# George Henry Kendrick Thwaites

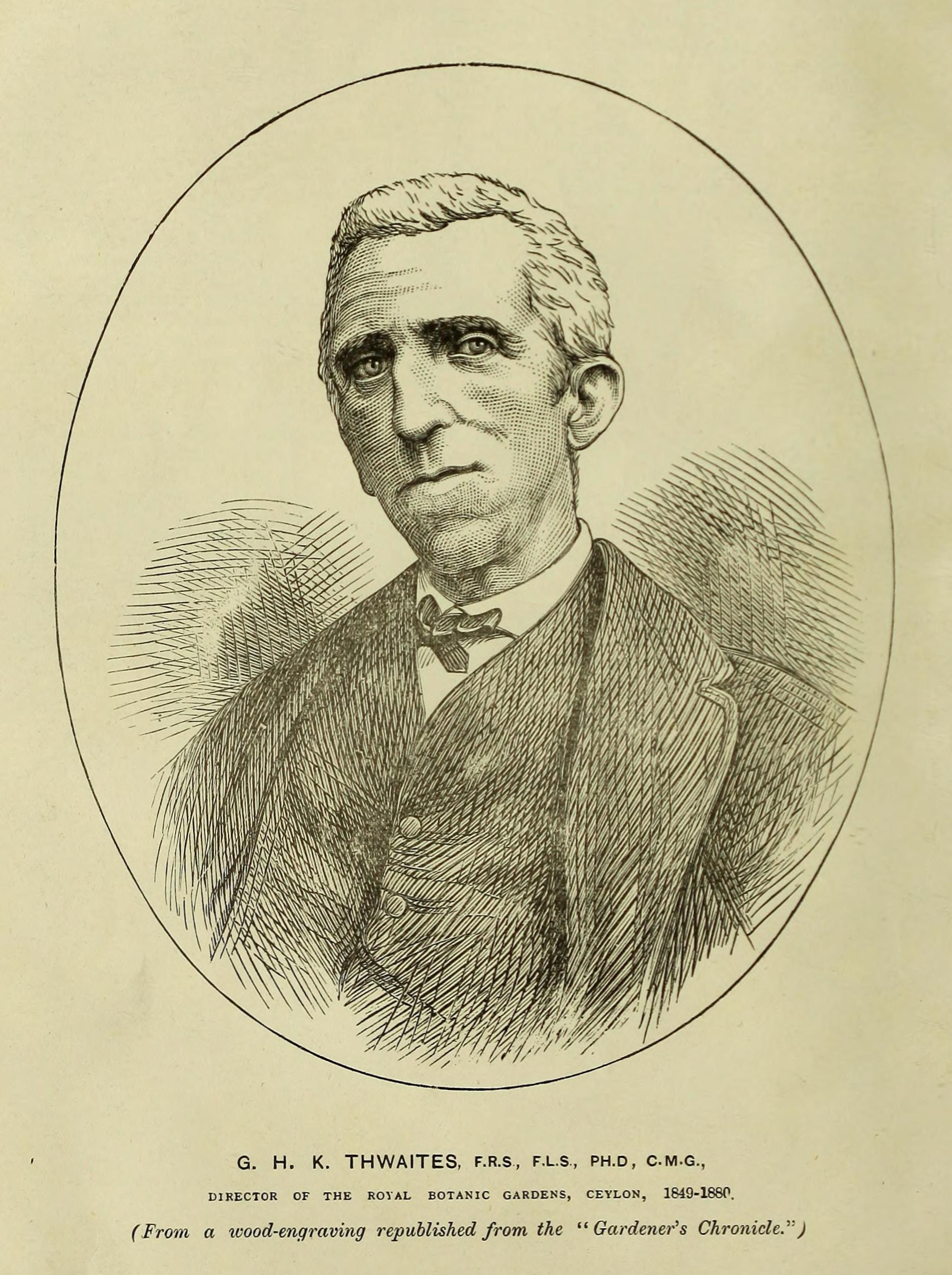
George Henry Kendrick Thwaites

George Henry Kendrick Thwaites (* 9. Juli 1812 in Bristol; † 11. September 1882 in Kandy, Sri Lanka) war ein britischer Botaniker. Er war Direktor des Botanischen Gartens in Peradeniya auf Ceylon. Sein offizielles botanisches Autorenkürzel lautet „Thwaites“.

## Leben und Wirken
Thwaites war zuerst Buchhalter und befasste sich in seiner Freizeit mit Botanik, besonders Kryptogamen und Algen, die er unter dem Mikroskop beobachtete. 1839 wurde er Sekretär der Botanical Society of London für Bristol. Er zeigte, dass Diatomeen Pflanzen und keine Tiere sind, was ihm Reputation verschaffte. J. François Camille Montagne widmete ihm dafür 1845 die Benennung der Algengattung Thwaitesia. 1846 wurde er Lecturer für Botanik an  der Bristol School of Pharmacy und danach an der Medical School in Bristol. Eine Bewerbung auf einen Lehrstuhl für Naturgeschichte an eines der neu gegründeten Queen´s Colleges in Irland war nicht erfolgreich. Er wurde 1849 Nachfolger des verstorbenen George Gardner als Leiter des Botanischen Gartens in Peradeniya (zunächst als Superintendent, ab 1857 als Direktor). 1880 gab er den Posten aus Gesundheitsgründen auf. Sein Nachfolger wurde Henry Trimen.
Er schrieb eine Monographie über die Pflanzen von Ceylon und befasste sich auch mit Blütenpflanzen und Entomologie und in Ceylon mit unterschiedlichen Kulturpflanzen. Er führte den Anbau von Chinarindenbäumen in Ceylon ein. Von ihm stammen Beiträge zur Monographie über die Schmetterlinge von Ceylon von Frederic Moore (Lepidoptera of Ceylon, 3 Bände, 1880 bis 1889).
Für sein Buch über Pflanzen Ceylons wurde er 1865 Fellow der Royal Society und erhielt einen Ehrendoktor der Leopoldina. 1854 wurde er Fellow der Linnean Society of London. 1878 wurde er Companion of the Order of St. Michael and St. George.

## Ehrungen
William Jackson Hooker benannte die Kletterpflanzengattung Kendrickia aus der Familie der Schwarzmundgewächse (Melastomataceae) nach ihm. Auch die Algengattung Thwaitesia Mont. und die Pilzgattung Thwaitesiella Massee sind ihm zu Ehren benannt worden.

## Schriften (Auswahl)
- Zusammen mit Sir Joseph Dalton-Hooker: Enumeratio Plantarum Zeylaniæ, 5 Bände, 1859–1864
- Reports on the Royal Botanic Garden, Peradenia. 1856–1867[3]